# Cirrus (Keramiker)
Cirrus war ein antiker römischer Keramiker nicht genau zu bestimmender Zeitstellung.
Cirrus ist heute nur noch aufgrund einer Signatur (lateinisch CIRRVS) auf einer Form aus Ton bekannt, die 1880 bei Kanalgrabungen in der Altstadt von Solothurn zwischen dem Friedhofplatz und der Gasse Stalden gefunden wurde. Jakob Amiet gab 1880 an, die Form sei 1878 bei Ausgrabungen in der Kronengasse im Rahmen des Baus der Brücke zum damaligen Bahnhof Neu-Solothurn (dem heutigen Bahnhof Solothurn) gefunden worden, was laut Konrad Meisterhans (1890) unrichtig ist. Meisterhans vermutet, Cirrus sei „wohl ein und dieselbe Person mit dem berühmten Töpfermeister dieses Namens“. Für den gallischen Raum des römischen Reiches lassen sich in den ersten drei Jahrhunderten n. Chr. wohl drei Keramiker des Namens nachweisen.
Während Amiet noch davon ausging, dass die Form „wahrscheinlich zum Bronzeguss“ verwendet worden sei, wird sie in der neueren Literatur in Verbindung mit der Herstellung von Keramik gebracht. Der Löwenkopf würde in diesem Fall als Verzierung (Applike) für Schüsseln der Terra Sigillata dienen.